# Scoob!: Holiday Haunt
Scoob!: Holiday Haunt era um filme de animação digital do gênero comédia de mistério americano baseado na franquia Scooby-Doo. Seria uma prequência de Scooby!: O Filme (2020).
Originalmente programado para ser lançado no serviço de streaming HBO Max, foi cancelado em agosto de 2022, embora a produção do filme tenha sido concluída.

## Sinopse
Para comemorar o primeiro Natal de Scooby-Doo, Salsicha e sua turma o levam a um resort temático de propriedade do tio favorito de Fred, Ned. Quando o parque é assolado por uma assombração fantasmagórica, as crianças devem resolver um mistério de 40 anos para salvar o resort e mostrar a Scooby o verdadeiro significado do Natal.

## Elenco
- Frank Welker como Scooby-Doo
- Iain Armitage como Salsicha
- Ariana Greenblatt como Velma Dinkley
- Mckenna Grace como Daphne Blake
- Pierce Gagnon como Fred Jones
- Mark Hamill
- Cristo Fernandez
- Michael McKean como Tio Ned[2]
- Andre Braugher
- Ming-Na

## Produção

### Desenvolvimento
Em junho de 2021, o diretor de Scooby!: O Filme, Tony Cervone, disse que uma continuação do filme estava em desenvolvimento. Em 22 de dezembro de 2021, a HBO Max anunciou uma prequência de Natal, intitulada Scoob!: Holiday Haunt, que estava programada para lançamento em dezembro de 2022, com Cervone escrevendo o roteiro com Paul Dini. O filme foi codirigido por Bill Haller e Michael Kurinsky e teve um orçamento de produção de US$ 40 milhões.

### Escalação do elenco
Em dezembro de 2021, foi anunciado que Frank Welker, Iain Armitage, Ariana Greenblatt, Mckenna Grace e Pierce Gagnon iriam reprisar seus papeis do primeiro filme, e que Mark Hamill, Cristo Fernandez, Michael McKean, Andre Braugher, Ming-Na haviam sido adicionados ao elenco.

### Animação
Assim como no primeiro filme, a animação foi fornecida pela Reel FX Creative Studios.

## Música
A trilha sonora do filme foi composta por Dara Taylor.

## Cancelamento
Em 2 de agosto de 2022, a Warner Bros. Discovery cancelou seu lançamento, citando medidas de corte de custos e um novo foco em filmes para cinemas, em vez de criar projetos para streaming. Tony Cervone diria no mesmo dia que o projeto estava "praticamente concluído". Mais tarde naquele mês, foi relatado que o filme ainda seria finalizado, embora a Warner Bros. não tivesse planos de lançá-lo. O filme foi concluído em 4 de novembro de 2022.